# Epinephelus rivulatus
 Epinephelus rivulatus és una espècie de peix de la família dels serrànids i de l'ordre dels perciformes.

## Morfologia
Els mascles poden assolir els 39 cm de longitud total.

## Distribució geogràfica
Es troba des de l'Àfrica oriental fins a l'oest del Pacífic, incloent-hi les aigües temperades de Sud-àfrica, Austràlia i Nova Zelanda.